# Black Tax
Der Begriff Black Tax wurde in Südafrika geprägt. Er beschreibt (ursprünglich) den Abfluss von Geldern von gutverdienenden Afrikanern. Diese unterstützen mit dem Geld Familienmitglieder, manches Mal auch Stammesmitglieder oder auch Nachbarn. Die Gelder werden von denen oft genutzt, um die Dinge des täglichen Bedarfs wie die Stromrechnung zu bezahlen. Es ist mit dem Begriff Ubuntu verwandt. Diese Art der Steuer betrifft auch andere Gruppen wie Latinos, die es dann als Brown Tax bezeichnen.
Diese Art Steuer trifft vor allem junge Akademiker der ersten Generation, deren Eltern für die Ausbildung oft große Opfer gebracht haben. Nun sind diese auf Unterstützung angewiesen, was von den Kindern auch als Verpflichtung angesehen wird. Als Folge dessen haben diese Akademiker oft erheblich weniger Geld, um zu investieren oder zurückzulegen. Als Folge dessen gelingt es diesen nur schwer einen Generationenreichtum aufzubauen. Auf der anderen Seite können die Empfänger ggfs. von einer Anschubfinanzierung profitieren.
Es sind aber keineswegs nur Akademiker betroffen und konkrete Zahlen sind nicht zu finden. Es gibt aber einen weiteren Geldfluss, der einen Eindruck von der Größenordnung gibt. Viele Personen aus Entwicklungsländern schicken viel Geld nach Hause. Nach Angaben des IMF überwiesen im Jahr 2022 die Arbeitsmigranten (offiziell) insgesamt 647 Milliarden US-Dollar an ihre Heimatstaaten.